# 俄羅斯入侵烏克蘭期間的兒童綁架事件
在2022年俄羅斯入侵烏克蘭期間，有指控称大量烏克蘭兒童被綁架、驅逐，並被強行收養到俄羅斯。聯合國認為相關指控可信，並指俄羅斯軍隊正大規模地將烏克蘭兒童送往俄羅斯收養。美聯社的調查證實，俄羅斯軍隊在未經烏克蘭兒童同意下強行安置他們，並欺騙他們說其父母遺棄他們，且利用他們宣傳。俄羅斯更強行給予他們俄羅斯公民身份和養父母以及推行「愛國主義教育」將他們俄化，抹除他們的烏克蘭身份。而在2023年7月尾，白俄羅斯政府亦透過關聯慈善機構及該國的紅十字會，開始參與綁架烏克蘭兒童行動。
驅逐到俄羅斯的烏克蘭兒童人數推估從1萬3000到30萬7000不等，且沒有任何跡象表明他們將可以返回自己的家鄉城市。烏克蘭總檢察長辦公室更稱近800名兒童在驅逐過程中死亡或失踪。根據包括1948年《防止及惩治灭绝种族罪公约》在內的國際法，這已構成種族滅絕。
2023年3月17日，国际刑事法院第二预审庭以涉嫌非法驱逐和转移儿童的战争罪行，对俄罗斯总统普京和总统儿童权利专员瑪莉亞·路芙娃-貝洛娃发出拘捕令。

## 概述
首宗烏克蘭兒童被強迫驅逐到俄羅斯的報告出現在2022年3月中旬马里乌波尔围城战期間。早在3月22日，烏克蘭和美國當局就稱俄羅斯軍隊從顿涅茨克州和盧甘斯克州綁架2300多名兒童。
在烏克蘭臨時被佔領土，俄羅斯政府人員帶烏克蘭兒童上公共汽車，送往俄羅斯領土。俄羅斯政治宣傳將這行為描述為一種人道主義和愛國姿態，並將他們描述為從戰爭中獲救的棄兒。國營媒體播放了俄羅斯官員給這些孩子送泰迪熊的畫面。然而，許多兒童的父母尚在烏克蘭，甚至有時他們的父母要么被俄羅斯軍隊殺害，要么被監禁。
根據拉烏爾瓦倫貝格人權中心和新線戰略與政策研究所聯合發表的一份報告指出：「有合理理由總結出」俄羅斯違反了《防止及惩治灭绝种族罪公约》中的兩項條約，當中包括強迫轉移烏克蘭兒童到俄羅斯。這本身就是一種種族滅絕行為。
2022年5月30日，俄羅斯總統弗拉基米爾·普京簽署了一項法令，簡化了給予烏克蘭孤兒或沒有父母照顧的人俄羅斯公民身份的過程。
根據聯合國的數據，截至4月11日，烏克蘭750萬兒童中有三分之二已經流離失所。烏克蘭最高拉達人權監察專員柳德米拉·杰尼索娃和聯合國大使谢尔盖·基斯利齐亚當時表示，超過12萬名兒童已被驅逐到俄羅斯。截至5月26日，據報導已有超過23萬8000名烏克蘭兒童被驅逐到俄羅斯境內。
烏克蘭在6月初的歐洲安全與合作組織會議上提出了這個問題。會上烏克蘭代表團團長葉夫赫尼·茨巴柳克（Yevhenii Tsymbaliuk）引用了一名烏克蘭兒童的信件，指出儘管他仍有親屬在生，但仍被當作孤兒強行收養至俄羅斯。
據烏克蘭真理報報導，俄羅斯在瑪莉亞·路芙娃－貝洛娃監督下將267名孤兒從馬里烏波爾帶到罗斯托夫州，讓他們成為俄羅斯公民。更有指俄羅斯當局專門尋找並收集孤兒，並將他們帶到未知目的地。天空新闻台發布了2022年6月俄羅斯軍方進入赫爾松市孤兒院尋找孤兒的閉路電視鏡頭。由於當地人聽說了俄羅斯人的計劃，於是事先將孩子藏了起來，使俄羅斯軍方無法在那裡找到任何人，但他們沒收了孤兒院的文件和電腦檔案。
2022年6月，俄羅斯國防管理中心負責人米哈伊尔·米津采夫聲稱有193萬6911名烏克蘭人被驅逐到俄羅斯，當中30萬7423人為兒童。
9月7日，一名聯合國官員報告指出有可靠情報證明俄羅斯軍隊正有系統地將烏克蘭兒童強制驅逐往俄羅斯領養。美國大使通知聯合國安理會稱，僅七月就已有1800多名烏克蘭兒童被轉移去俄羅斯。
2023年7月19日，白俄羅斯紅十字會會長紹楚（Dzmitry Shautsou）在接受白俄國家電視台訪問時，指出該會將超過1000名烏克蘭兒童轉移至白俄羅斯，並聲稱驅逐行動是「讓孩子忘記戰爭的恐怖及休息」。

## 反應
烏克蘭當局指普京的法令是為了令「從烏克蘭境內綁架兒童合法化」。他們認為這「嚴重違反了」1949年《關於戰時保護平民之日內瓦公約》和1989年《聯合國兒童權利公約》。
乌克兰外交部更指出，這些行為可能構成「強迫轉移該團體之兒童至另一團體」。烏克蘭當局聲明：“俄羅斯高級官員和軍人在烏克蘭犯下的針對兒童的最嚴重的國際罪行將受到調查，肇事者將受到起訴。俄羅斯將無法避免最嚴厲的問責。”
聯合國兒童基金會緊急項目主任曼努埃爾方丹告訴CBS新聞：聯合國兒童基金會“正在研究我們如何追踪或提供幫助”，但表示他們目前沒有能力調查。
聯合國人權事務高級專員於2022年6月15日宣布，他們已開始調查將兒童強行從烏克蘭驅逐到俄羅斯的指控。
種族滅絕問題學者提摩希·D·史奈德表示：「根據1948年種族滅絕公約第2條E節，大規模綁架兒童並試圖將他們融入外國文化已屬於種族滅絕」。
2023年3月17日，国际刑事法院第二预审庭以涉嫌非法驱逐和转移儿童的战争罪行，对俄罗斯总统普京和总统儿童权利专员瑪莉亞·路芙娃－貝洛娃发出拘捕令。俄罗斯官方则称该国不是《国际刑事法院罗马规约》缔约国，无需履行罗马规约的义务，逮捕令毫无意义。
2023年3月18日，德國總理朔爾茨於訪問日本期間的記者會上稱：「國際刑事法院是調查戰爭罪行的正確機構」及「沒有人可以凌駕法律之上」。同日，德國司法部部長布施曼接受圖片報專訪時表示：「如果普京進入德國領土，德國將有義務拘捕普京並把他移交給國際刑事法院。」
3月20日，俄罗斯调查委员会对国际刑事法院的检察官和法官展开刑事调查。
2023年5月20日，國際刑事法院的英國籍首席檢察官卡林汗因2023年3月依據非法驅逐烏克蘭兒童的戰爭罪指控，對俄羅斯總統普京與俄羅斯兒童權利專員貝洛娃發出逮捕令，而被列入俄羅斯內政部的通緝名單，但並未具體說明卡林汗因何罪行遭到通緝。 國際刑事法院對此「深感憂慮」，但絕不會因此退縮，並發布聲明表示，「國際刑事法院認為俄方舉措是不可接受的。本院將不受影響地執行其合法任務，以針對最嚴重的罪行追究責任。」國際刑事法院的聲明還敦促123個成員國「加強努力，以保護法院、相關官員和人員」。
7月2日，俄羅斯聯邦委員會國際委員會主席格里戈里·卡拉辛表示「近年來，有70萬名兒童在我們這裡尋求庇護，逃離烏克蘭衝突地區的轟炸和砲擊。」
7月19日，烏克蘭外長呼籲國際刑事法院，通緝有份策劃綁架行動的白俄羅斯紅十字會會長。此外，红十字会与红新月会国际联合会要求白俄紅會停止執行綁架行動，並就其相關行為展開調查。
12月1日，由於白俄紅會拒絕將涉事會長紹楚解僱，被红十字会与红新月会国际联合会暫停會員資格。12月5日，美國宣佈對白俄罗斯红十字会负责人紹楚實施制裁。